# Il mondo è un teatro. La vita e l'epoca di William Shakespeare
Il mondo è un teatro. La vita e l'epoca di William Shakespeare (titolo originale Shakespeare: The World as Stage) è un saggio del giornalista e scrittore statunitense Bill Bryson, edito in originale nel 2007 e pubblicato in Italia l'anno successivo.

## Contenuto
Lo scrittore e giornalista Bryson si assume il compito di riunire i pochi dati certi sul grande drammaturgo e poeta britannico William Shakespeare, evidenziando quanto poco in effetti ne sappiamo. A partire dal suo aspetto, di cui possediamo solo tre immagini, di cui una molto incerta e le due restanti di qualità scadente e dubbia attinenza all'originale. Una carenza che anche le più scrupolose ricerche non sono riuscite a colmare, dati i pochi documenti giunti fino a noi, per lo più difficilmente comprensibili, grazie alle consuetudini molto libere dell'epoca elisabettiana in tema di grammatica e ortografia. Delle sei firme autografe originali ritrovate del bardo di Stratford-upon-Avon non una riporta il nome completo per cui lo conosciamo oggi. Ecco perché gli studiosi hanno spesso lavorato di fantasia per cercare di colmare i molti vuoti della vita del grande autore, con risultati piuttosto discutibili.
In particolare riguardo agli anni precedenti la sua attività teatrale possediamo una sola notizia sicura, quella del suo matrimonio, episodio a sua volta non privo di elementi controversi. Niente altro si sa su Shakespeare fino alla sua comparsa a Londra, come autore e attore già degno di nota, in un periodo molto propizio per il teatro e la poesia, altra arte in cui seppe mettersi in evidenza. Il sodalizio duraturo con un gruppo teatrale di successo, The Lord Chamberlain's Men, divenne la base di partenza per una carriera costellata da una serie di capolavori assoluti, che ridefinirono la lingua stessa in cui vennero scritti.
Gli scritti sopravvissero in gran parte grazie all'opera di raccolta e riordino, non sempre impeccabile, dei suoi amici e colleghi John Heminges e Henry Condell, che sette anni dopo la morte di Shakespeare diedero alle stampe il celeberrimo primo in-folio, contenente quasi tutte le sue produzioni teatrali. Un lavoro fondamentale, che salvò dall'oblio legato al mutare dei tempi e delle sensibilità del pubblico l'opera di un personaggio, la cui vita venne invece quasi completamente cancellata, lasciandoci moltissime domande senza risposta. L'ultima parte del libro prende in esame le varie teorie che, prendendo a pretesto la carenza di informazioni sulla persona, mettono in dubbio i legami tra il personaggio e la sua opera, cercando di attribuirla ad altri attraverso ricostruzioni alquanto fantasiose e prive di solide prove a supporto.

## Edizioni e traduzioni
- Bill Bryson, Shakespeare: The World as Stage, New York, Harper Collins, 2007, ISBN 978-0-00-719789-7.
- Bill Bryson, Il mondo è un teatro. La vita e l'epoca di William Shakespeare, traduzione di Stefano Bortolussi, Parma, Guanda, 2008, ISBN 978-88-6088-820-4.